# Bolderkar-affaire

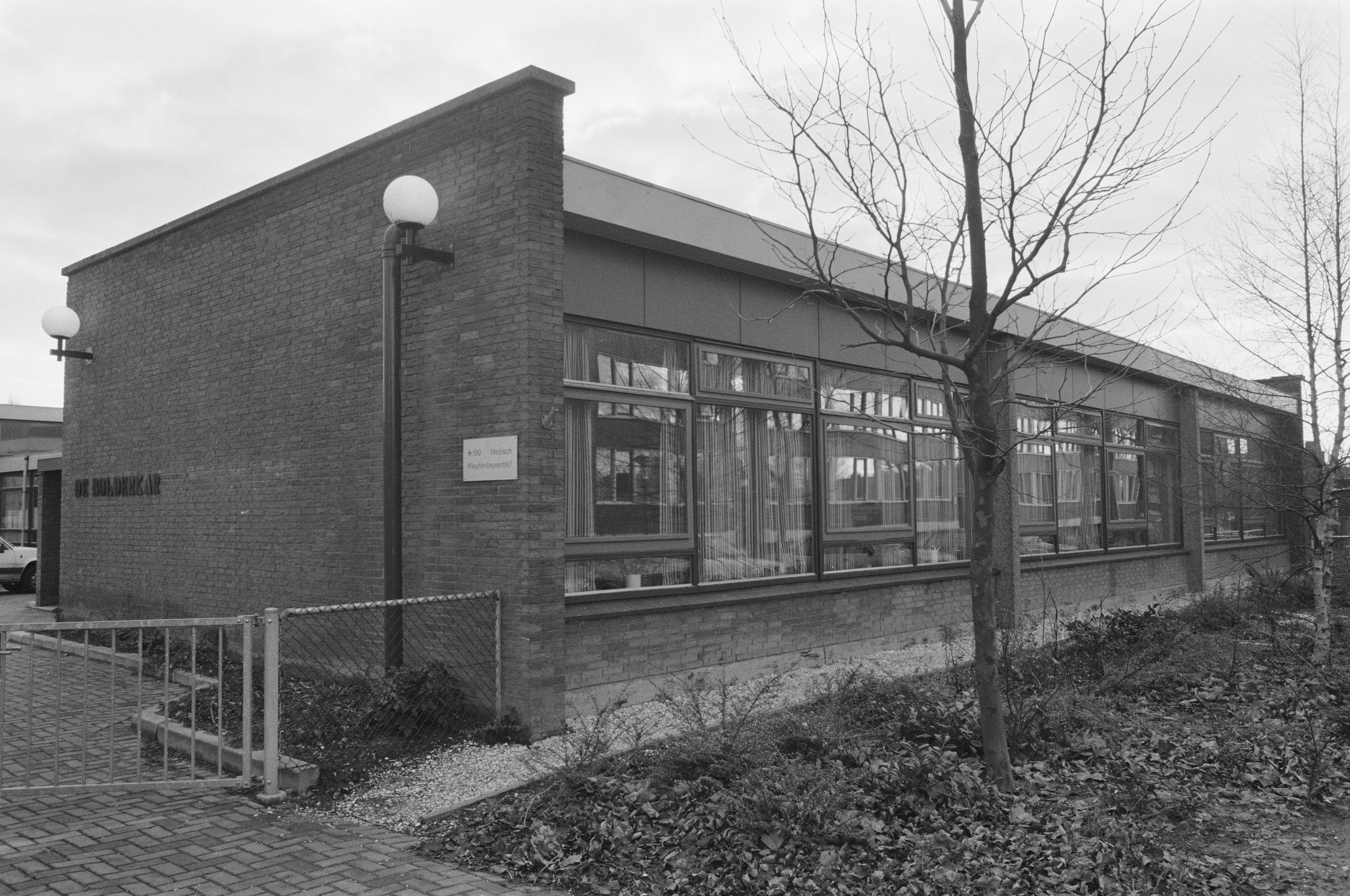
Exterieur van kinderdagverblijf De Bolderkar in 1988

De Bolderkar-affaire in 1988 had betrekking op vermeend kindermisbruik bij medisch kinderdagverblijf De Bolderkar in Vlaardingen dat werd geconstateerd door een diagnose met behulp van poppen. Veertien kinderen werden bij de ouders weggehaald en uit huis geplaatst en de vaders werden opgepakt. Uiteindelijk ging iedereen vrijuit, omdat de bewijsvoering vrijwel uitsluitend was gebaseerd op de omstreden onderzoeksmethode.
De affaire begon met Elise Watts, een driejarig meisje met een lichte lichamelijke handicap. Ze viel regelmatig waardoor ze vaak blauwe plekken had. De orthopedagoge van het kinderdagverblijf vermoedde dat er meer aan de hand was en ondervroeg haar met de 'poppenmethode'. Er werd daarbij gebruik gemaakt van anatomisch correcte poppen, dus voorzien van geslachtsdelen. Aan het onderzochte kind werd hierbij door de orthopedagoge gevraagd wat je daarmee kan doen. Hoewel ze geen specifieke training voor zo'n onderzoek had gehad werd op grond van haar bevindingen de conclusie getrokken dat de vader van het kind haar seksueel had misbruikt. De leiding van het kinderdagverblijf meldde het vermeende misbruik bij justitie. Vervolgens werd bij dertien andere kinderen die aan hetzelfde onderzoek onderworpen waren dezelfde conclusie getrokken.
De strafzaak tegen de vader van het eerste kind resulteerde in vrijspraak, zowel bij de rechtbank als in hoger beroep. De strafzaken tegen de andere vaders werden geseponeerd wegens gebrek aan bewijs. Intussen hadden drie vaders als gevolg van harde verhoormethodes bekennende verklaringen over door hen gepleegde incest afgelegd. Later kwamen ze op die verklaringen terug.
In 2009 vertoonde TV Rijnmond een documentaire over de zaak getiteld Smeulende resten.
In datzelfde jaar eiste Elise Watts excuses van de Nederlandse staat en het kinderdagverblijf.
In 2010 kreeg ze een vergoeding van 10.000 euro.

## Externe bronnen
- Slachtoffer Bolderkar-affaire naar rechter (Web Archive)